# Kuti Agung
Kuti Agung is een bestuurslaag in het regentschap Seluma van de provincie Bengkulu, Indonesië. Kuti Agung telt 1077 inwoners (volkstelling 2010).